# أديلار الباثي
أديلار الباثي (نحو 1070 - 1150 م) هو فيلسوف إنكليزي كتب باللاتينية. كان من أوائل مترجمي المؤلفات العربية وناشري الثقافة العربية الإسلامية في أوربة الغربية.
من ترجماته: كتاب «المجسطي» المختص بعلم الفلك لبطلميوس وكتاب «الجداول الفلكية» للخوارزمي وكتاب «المبادئ» لإقليدس.